# 9688 Goudsmit
9688 Goudsmit (4665 P-L) là một tiểu hành tinh vành đai chính được phát hiện ngày, bởi.